# Katja Schroffenegger
Katja Schroffenegger, née le 28 avril 1991 à Bolzano, est une footballeuse internationale italienne. Elle joue actuellement avec le FC Côme.

## Biographie
Schroffenegger commence à jouer dans l'équipe des garçons du Haslacher SV avant d'évoluer dans le club de sa ville natale, le FC Bolzano. Avec le CF Südtirol, elle décroche la promotion en Série A. Entre-temps, elle fait ses débuts en équipe nationale italienne en 2011, lors d'un match amical face à la Russie. La gardienne est sélectionnée par Antonio Cabrini pour l'Euro féminin 2013.
En 2013, elle signe avec le Bayern Munich. 